# Mokra (Ukrajna)
Mokra (ukránul: Мокра) település Ukrajnában, Kárpátalján, az Ungvári járásban.

## Fekvése
Perecsenytől keletre, Turjavágás északi szomszédjában fekvő település.

## Története
1910-ben 410 lakosából 4 magyar, 4 német, 400 ruszin volt. Ebből 401 görögkatolikus, 6 izraelita volt. A trianoni békeszerződés előtt Ung vármegye Perecsenyi járásához tartozott.